# Colobothea erythrophthalma
Colobothea erythrophthalma là một loài bọ cánh cứng trong họ Cerambycidae.